# Roy Chipolina
Roy Chipolina (* 20. ledna 1983, Gibraltar) je bývalý gibraltarský fotbalový obránce a reprezentant, celou kariéru působil v gibraltarském klubu Lincoln Red Imps FC.

Hrál také futsal, s týmem Gibraltaru se zúčastnil kvalifikace na futsalové mistrovství Evropy 2014.

## Reprezentační kariéra
Svůj debut v oficiálním zápase UEFA za Gibraltar absolvoval 19. 11. 2013 v portugalském Faru v přátelském zápase proti Slovensku (remíza 0:0, byl to první oficiální zápas Gibraltaru po jeho přijetí za člena UEFA). Svůj první reprezentační gól vstřelil 1. března 2014 proti Faerským ostrovům, šlo o úvodní branku střetnutí, které Gibraltar nakonec prohrál 1:4. Zároveň to byl první gól gibraltarského národního týmu v oficiálním mezistátním zápase.